# Annunciazione di palazzo Barberini
L'Annunciazione di palazzo Barberini è un'opera, olio su tavola (155x144 cm) di Filippo Lippi, databile al 1440-1445 e conservata alla Galleria nazionale d'arte antica di Palazzo Barberini a Roma.

## Storia
La tavola, secondo quanto ricostruito da Cavalcaselle nel 1892, proviene dal territorio di Bagno a Ripoli. In particolare il Supino scoprì, nel 1902, che l'opera decorava anticamente l'oratorio della famiglia Bardi-Larioni di Pian di Ripoli e che i due committenti inginocchiati erano Alessandro di Andrea de' Bardi e Lorenzo di Ilarione de' Bardi.

## Descrizione e stile
La Vergine, perno della composizione, è al centro della scena, secondo una composizione replicata poi dal Lippi in numerose varianti. Essa, incorniciata da un arco che si apre su un paesaggio esterno, sta ricevendo dall'Angelo inginocchiato l'omaggio del giglio bianco, simbolo della sua purezza. La sua figura è collocata in posizione rialzata su un gradino, davanti a uno scranno dove stava dedicandosi alla lettura, con il libro aperto appoggiato sopra, simbolo teologico delle Scritture che si avverano col suo atto di accettazione. In basso a destra, inginocchiati oltre la continuazione della balaustra, stanno i due committenti che gesticolano, raffigurati a dimensione naturale (una novità iconografica introdotta qualche decennio prima da Masaccio) ed abbigliati secondo la moda dell'epoca.
Più complesso è lo sfondo, dove si vede un ambiente tripartito da archi, un richiamo alla tradizionale forma dei trittici. A sinistra si trova il letto, fortemente scorciato in grandangolo, come nei pittori fiamminghi, al centro l'arco e a destra si intravede una scaletta dove due donne si stanno affannando a salire o a scendere.
Il dipinto presenta alcune incertezze nella prospettiva e nelle figure accessorie, per cui ha fatto pensare all'intervento di aiuti di bottega. L'elemento dominante è in questo caso il colore e la ricca ornamentazione, che ricorda le Annunciazioni di Beato Angelico degli anni trenta, pure impostate a una preziosità esteriore retaggio della tradizione tardogotica.